# Sonnefeld
Sonnefeld is een plaats in de Duitse deelstaat Beieren, en maakt deel uit van het Landkreis Coburg.
Sonnefeld telt 4.608 inwoners.

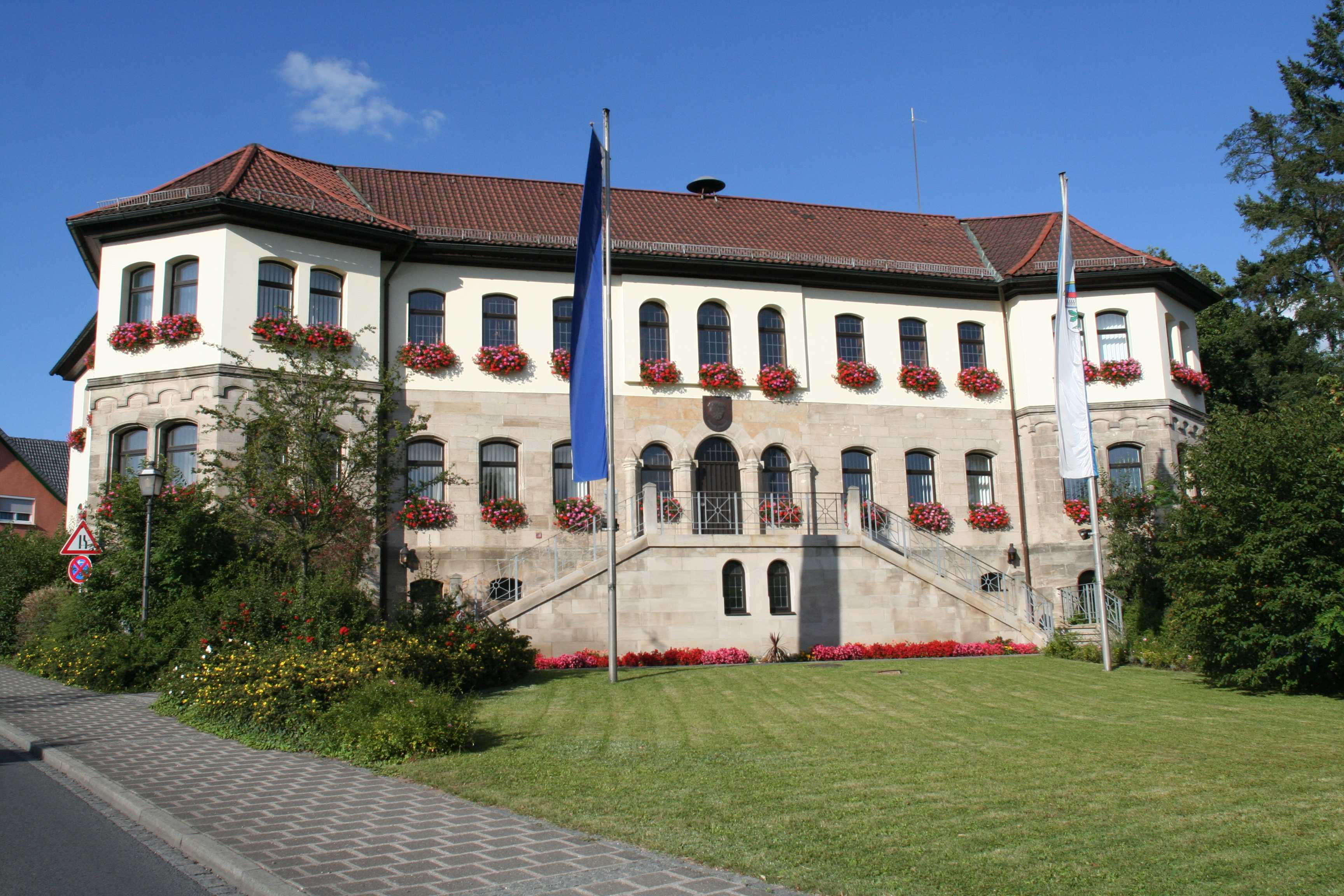
Raadhuis
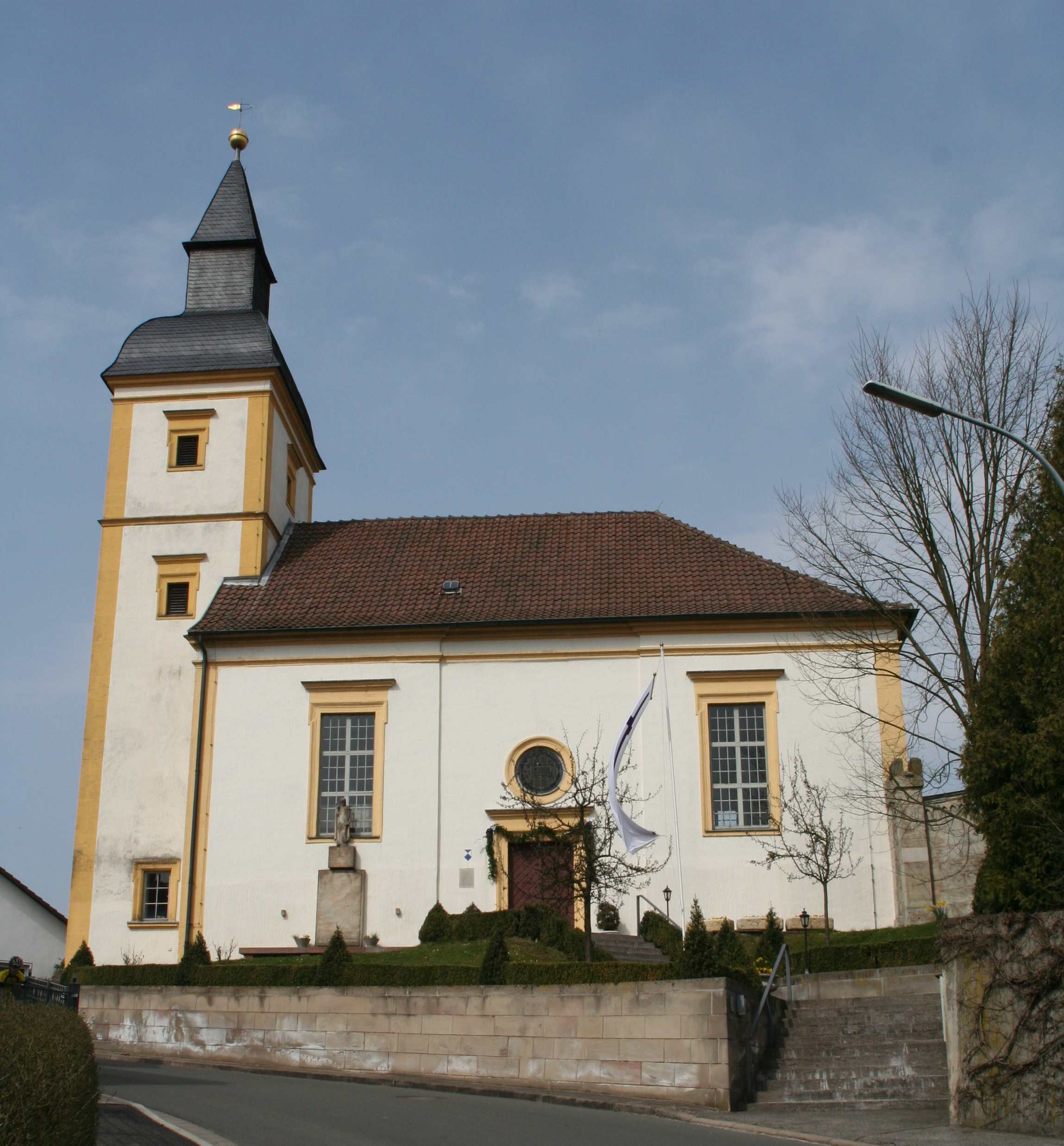
Slotkerk, Sonnefeld

## Plaatsen in de gemeente Sonnefeld
- Bieberbach
- Firmelsdorf
- Gestungshausen
- Hassenberg
- Neuses a. Brand
- Oberwasungen
- Sonnefeld
- Weickenbach
- Weischau
- Wörlsdorf

Ahorn ·
Bad Rodach ·
Dörfles-Esbach ·
Ebersdorf bei Coburg ·
Großheirath ·
Grub am Forst ·
Itzgrund ·
Lautertal ·
Meeder ·
Neustadt bei Coburg ·
Niederfüllbach ·
Rödental ·
Seßlach ·
Sonnefeld ·
Untersiemau ·
Weidhausen bei Coburg ·
Weitramsdorf